# Barwiki
Barwiki – wieś w Polsce położona w województwie podlaskim, w powiecie grajewskim, w gminie Radziłów.
Prywatna wieś szlachecka  położona była w drugiej połowie XVI wieku w powiecie radziłowskim ziemi wiskiej województwa mazowieckiego. W latach 1975–1998 miejscowość administracyjnie należała do województwa łomżyńskiego.
Wierni kościoła rzymskokatolickiego należą do parafii św. Jadwigi w Łojach-Awissach.

## Historia
Nazwa miejscowości pochodzi od słowa barwnik lub od wyrazu oznaczającego gatunek rośliny. Według badaczy nazwa ta ma pochodzenie pruskie i świadczy o pruskim wczesnośredniowiecznym osadnictwie na tym terenie.
Książę Janusz I w 1424 roku nadał Włodkowi z Siennicy (z ziemi zakroczymskiej) 10 włók nad rzeczką Szymanówstok koło lasu Tomaszówlas w miejscu zwanym Barwik. Jest to pierwsza historyczna wzmianka o miejscu zwanym Barwik. Jednak o Włodku z Siennicy brak danych w kolejnych latach. W 1437 roku książę Władysław nadał Kuszowi z Przytuł 20 włók nazywanych Barwik (być może również z ziemią należącą dawniej do Włodka), leżących w pobliżu wsi Kubra. (1437, in Kubra, Vladuslaus Dux Masoviae nobili viro Kussoni de Przytuły 20 mansos Barwik nuncupatos, in terra Visensi jacentes, pro quadraginta sexagenis grossorum in perperuum vendendo contulit. Privilegium). W 1469 roku część ziemi posiadał tu również Stanisław z Chylin, ale to Kusz z Przytuł został głównym osadnikiem w tej wsi.
Profesor Wiśniewski pisał:
Widoczny dziś krajobraz osadniczy większość wsi, ich rozmieszczenie, wielkość, kształt, pola uprawne, sieć dróg, zawdzięczamy pracy pierwszych i następnych osadników, którzy tutaj się osiedlili i na skraju puszczy założyli liczne wsie, zbudowali miasta (...) Ich potomkowie wsie te rozbudowali, założyli nowe wsie, powiększyli areał pól uprawnych, przez następne stulecia pracowicie uprawianych. Wielka w tym zasługa księcia Janusza I, podjęta przez niego i wytrwale i konsekwentnie prowadzona kolonizacja wschodniego Mazowsza (...) była wielkim przedsięwzięciem zakończonym pełnym, trwałym i owocnym sukcesem, powstaniem sieci osadniczej na 1/3 powierzchni Mazowsza.
W aktach ziemskich wiskich w 1452 roku Kusz z Przytuł występuje już jako Kuss Barwik. W następnych latach zwał się Barwikowskim. Kilka lat później w aktach znajdują się już jego synowie: Piotr i Stefan, natomiast w 1462 roku pojawia się zapis o Jakubie Barwikowskim (Jacobus Barwikowski), który miał wielu synów – wśród nich Mirzona. Ten z kolei miał synów: Jana, Jałbrzyka i Andrzeja, którzy byli notowani na początku XVI wieku. Liczni rycerscy mieszkańcy Barwika od 1469 roku zaczęli używać herbu Bończa (armis Bończe).
Na początku XVI wieku pojawia się też inna nazwa tej wsi, Barwiki Jargole. Była to wówczas wieś zaściankowa pełna niewielkich dworów rycerskich, gdzie mieszkało wielu Barwikowskich. Spis podatkowy z 1577 roku przekazuje dane o wsi Barwiki Jargole w parafii Przytuły, która ówcześnie liczyła 8 i pół włóki ziemi. Zapewne w tym czasie wieś podzielona była na dwie części: Barwiki i Barwiki Jargole. Hipoteza te wynika z późniejszych zapisów, także autorzy atlasu „Mazowsze w drugiej połowie XVI wieku” podzielili tę wioskę na dwie części.
Słowo jargole pochodziło od nazwy osobowej Jargoła, pochodzącego od dawnego słowa jargać, jargolić- gniewać się.
W następnych latach nadal dziedziczyli tu Barwikowscy przez wiele lat będący głównymi właścicielami owej wsi. Był to jednak mało znany ród szlachecki. Wśród nich nie było sławnych ludzi, nie dzierżyli też oni żadnych urzędów. W 1688 roku w aktach wiskich zapisano informacje o Albercie i Stanisławie Barwikowskich, dziedzicach wsi (de Barwiki haeredes). Jedna z ich córek wyszła za mąż za Aleksandra Milewskiego, pochodzącego z możniejszego rodu.
Również w XVIII wieku, tworzyli niewielką szlachecką osadę, dominowali tu Barwikowscy. Oprócz nich notuje się także innych szlachciców. Spis właścicieli ziemskich z 1784 roku przekazuje dane o następujących dziedzicach: Barwikowscy, Konopka, Łaski i Szleszyński. Zatem mieszkała tu grupa Barwikowskich herbu Bończa oraz kilku szlachciców z innych rodów.
W XIX wieku zaborca rosyjski weryfikował polską szlachtę. Należało wtedy udowodnić swe pochodzenie szlacheckie, jednak Barwikowscy nie zdołali tego dokonać, lub też nie próbowali – brakuje danych o potwierdzeniu ich szlachectwa. Według zapisów ze Słownika Geograficznego Królestwa Polskiego wieś Barwiki Jurgiele była osadą szlachecką w gminie Kubra i parafii Przytuły. W Barwikach w 1891 roku notowano 10 gospodarzy, aż 9 z nich miało pochodzenie szlacheckie. Średnie gospodarstwo we wsi liczyło 9 ha.
W 1921 roku przeprowadzono pierwszy spis statystyczny mieszkańców w odrodzonej Rzeczypospolitej, naliczono ówcześnie w tej wsi 15 domów i 86 mieszkańców. W 1923 roku otwarto w Barwikach jednoklasową szkołę powszechną. Początkowo uczyło się w niej 64 dzieci. Szkoła funkcjonowała aż do II wojny światowej, z wyjątkiem roku 1930. Jedyną znaną nauczycielką (zanotowaną w dokumentach) była Weronika Sutkiewiczówna.